# Corliss Williamson
Corliss Mondari Williamson (Russellville, Arkansas, 4 de diciembre de 1973) es un exjugador de baloncesto estadounidense que jugó en la NBA desde 1995 hasta 2007. Con 2,01 metros de estatura, lo hacía en la posición de alero.

## Carrera

### Instituto
Fue nombrado mejor jugador nacional del año en su campaña sénior en el instituto en Russellville, promediando 28 puntos y 9 rebotes.

### Universidad
Williamson jugó cuatro campañas en la Universidad de Arkansas, donde promedió 19 puntos (58.3% en tiros de campo y 67.2% en tiros libres), 7.1 rebotes y 2.1 asistencias en 91 partidos, liderando a los Razorbacks a un balance de 74-17. En 1994, guio a Arkansas al campeonato de la NCAA ante Duke Blue Devils, siendo nombrado además el MVP de la Final Four y consiguiendo esa temporada un récord de 31-3. Al año siguiente, repitieron final, esta vez cayendo ante UCLA Bruins.
En su temporada sénior fue elegido en el primer quinteto del All-America (con promedios de 19.7 puntos, 7.5 rebotes y 2.3 asistencias) y en su año sophomore en el segundo (promediando 20.4 puntos y 7.7 rebotes). En su campaña freshman, ayudó a los Razorbacks a llegar a la Sweet 16, firmando 11.2 puntos, 5.1 rebotes y 1.6 asistencias.

### NBA
Corliss Williamson fue escogido por los Sacramento Kings en la decimotercera posición del draft de 1995. Su mejor temporada en el club de Sacramento fue la 1997-98, donde jugando 79 partidos anotó una media de 17.7 puntos, finalizando segundo tras Alan Henderson en el ranking del Jugador Más Mejorado de la NBA.
En el año 2000 fue transferido a Toronto Raptors a cambio del más defensor Doug Christie, en su primera y única temporada en el club canadiense, Williamson jugaría 42 partidos. Para la temporada 2001-02, Williamson fue traspasado a los Detroit Pistons, formando parte del equipo que ganaría el anillo de campeón en la temporada 2003-04. Tras ser traspasado a Philadelphia 76ers por Derrick Coleman y Amal McCaskill en agosto de 2004, Williamson volvería a los Sacramento Kings en febrero de 2005 junto a Brian Skinner y Kenny Thomas a cambio del ala-pívot Chris Webber.
Tras dos temporadas con los Kings, Williamson se retiró en septiembre de 2007.

### Entrenador
[actualizar]
El 30 de junio de 2023 firma como asistente técnico de Minnesota Timberwolves.

## Estadísticas de su carrera en la NBA
|  | Denota temporadas en las que fue Campeón de la NBA |

### Temporada regular
| Año     | Equipo       | PJ  | PT  | MPP  | %TC  | %3P   | %TL  | RPP | APP | ROB | TPP | PPP  |
| ------- | ------------ | --- | --- | ---- | ---- | ----- | ---- | --- | --- | --- | --- | ---- |
| 1995-96 | Sacramento   | 53  | 3   | 11.5 | .466 | .000  | .560 | 2.2 | .4  | .2  | .2  | 5.6  |
| 1996-97 | Sacramento   | 79  | 31  | 25.1 | .498 | .000  | .560 | 4.1 | 1.6 | .8  | .6  | 11.6 |
| 1997-98 | Sacramento   | 79  | 75  | 35.7 | .495 | .000  | .630 | 5.6 | 2.9 | 1.0 | .6  | 17.7 |
| 1998-99 | Sacramento   | 50  | 50  | 27.5 | .485 | .200  | .638 | 4.1 | 1.3 | .6  | .2  | 13.2 |
| 1999-00 | Sacramento   | 76  | 76  | 22.5 | .500 | –     | .769 | 3.8 | 1.1 | .5  | .3  | 10.3 |
| 2000-01 | Toronto      | 42  | 31  | 21.2 | .471 | .000  | .646 | 3.6 | .8  | .4  | .3  | 9.3  |
| 2000-01 | Detroit      | 27  | 9   | 29.5 | .534 | –     | .626 | 6.2 | 1.0 | 1.3 | .3  | 15.2 |
| 2001-02 | Detroit      | 78  | 7   | 21.9 | .510 | .200  | .805 | 4.1 | 1.2 | .6  | .3  | 13.6 |
| 2002-03 | Detroit      | 82  | 1   | 25.1 | .453 | .182  | .790 | 4.4 | 1.3 | .5  | .3  | 12.0 |
| 2003-04 | Detroit      | 79  | 0   | 19.9 | .505 | –     | .731 | 3.2 | .7  | .4  | .3  | 9.5  |
| 2004-05 | Philadelphia | 48  | 5   | 22.0 | .465 | .000  | .788 | 3.7 | .9  | .5  | .3  | 10.8 |
| 2004-05 | Sacramento   | 24  | 4   | 19.6 | .473 | –     | .823 | 3.4 | 1.5 | .5  | .1  | 9.3  |
| 2005-06 | Sacramento   | 37  | 0   | 9.8  | .417 | 1.000 | .776 | 1.8 | .4  | .2  | .1  | 3.4  |
| 2006-07 | Sacramento   | 68  | 1   | 19.7 | .510 | .000  | .715 | 3.3 | .6  | .4  | .2  | 9.1  |
| Total   | Total        | 822 | 293 | 22.8 | .490 | .136  | .714 | 3.9 | 1.2 | .6  | .3  | 11.1 |

### Playoffs
| Año   | Equipo     | PJ | PT | MPP  | %TC  | %3P  | %TL   | RPP | APP | ROB | TPP | PPP  |
| ----- | ---------- | -- | -- | ---- | ---- | ---- | ----- | --- | --- | --- | --- | ---- |
| 1996  | Sacramento | 1  | 0  | 2.0  | .000 | –    | 1.000 | .0  | .0  | .0  | .0  | 1.0  |
| 1999  | Sacramento | 5  | 5  | 26.0 | .575 | –    | .700  | 3.2 | 1.2 | .4  | .2  | 10.6 |
| 2000  | Sacramento | 5  | 5  | 17.4 | .688 | –    | .917  | 3.0 | .2  | .2  | .0  | 6.6  |
| 2002  | Detroit    | 10 | 0  | 27.0 | .464 | .000 | .763  | 5.3 | 1.0 | .9  | .2  | 13.3 |
| 2003  | Detroit    | 15 | 0  | 15.5 | .411 | –    | .741  | 2.2 | 1.0 | .3  | .2  | 7.8  |
| 2004  | Detroit    | 22 | 0  | 14.9 | .364 | .000 | .809  | 2.2 | .7  | .3  | .1  | 5.7  |
| 2005  | Sacramento | 5  | 0  | 8.0  | .375 | .000 | .778  | 1.2 | .6  | .2  | .4  | 5.2  |
| 2006  | Sacramento | 3  | 0  | 3.8  | .400 | –    | 1.000 | .3  | .0  | .0  | .0  | 2.3  |
| Total | Total      | 66 | 10 | 16.7 | .436 | .000 | .781  | 2.6 | .8  | .3  | .2  | 7.5  |

## Vida personal
Es hijo de Bettye y Jerry Williamson.
Junto con su esposa Michelle, tienen tres hijos: Chasen, Creed y Corliss Jr. 
Su hermano pequeño Jermyne jugó al fútbol americano en Arkansas.